# 舒肥

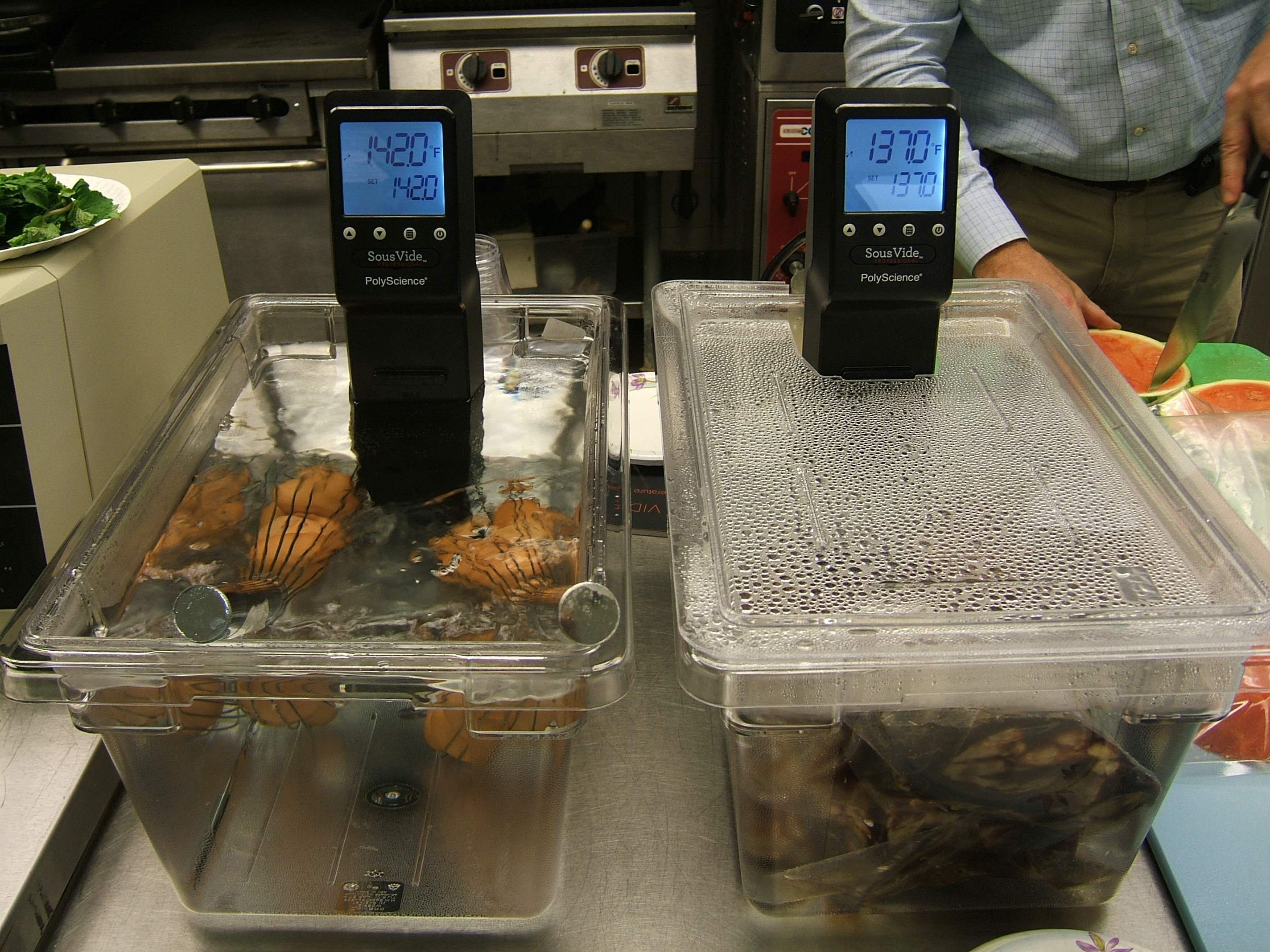
真空低溫烹調法

低温慢煮（法語：Sous vide，「真空下」）是一種通过用較低溫度長時間加熱的烹飪方法，目的是要帶出原料（尤其是肉類）的最佳效果。基本方法是將食物放入一個塑膠袋並真空密封，然後將整個袋子放入熱水中長時間烹調（溫度通常約為 50°C 至 80°C 之間，時間有時候甚至超過24小時）。
這烹調方法是由Georges Pralus 於1970年代中期為法國的Restaurant Troisgros 餐廳所開發。而後來，經過Bruno Goussault 進一步研究溫度與各種食品的關連，舒肥法現已成為眾所周知的頂級廚師培訓之中一個重要的項目。現在，除了頂級廚師例如乔尔·會於其餐廳使用這烹調法之外，很多業餘廚師亦慢慢發現舒肥法所帶來的好處。所以適合家用的舒肥機亦已相繼推出。

## 食品安全
低温慢煮的食物雖然能夠更好的保存食材風味，但受限於烹飪時間、溫度控制和食材本身質素等因素影響，烹調後的食物或仍存微生物安全的隱憂。

### 引用
1. ↑  馬嘉明. . 香港特別行政區政府食物安全中心. 2017-08-15  [2018-08-01]. （原始内容 (html)存档于2018-06-15） （中文（香港））.
2. ↑  . 明報. 2016-12-16  [2018-08-01]. （原始内容存档于2016-12-18） （中文（香港））.

## 外部連結
- Five-Star Food for 400: It All Starts in the Bag - Washington Post （页面存档备份，存于）
- A Practical Guide to Sous-Vide Cooking （页面存档备份，存于）
- Newman, Carole M, "Sealed, Signed and delivered", Art Culinaire (2003) （页面存档备份，存于）
- Former Microsoft Genius Masters the Culinary Art of Sous-Vide - Wired （页面存档备份，存于）
- Cooking Sous-Vide （页面存档备份，存于）
- Nutrition and Food Safety of Sous-Vide processing
- Start with Cooking Sous-Vide （页面存档备份，存于）
- Video Demonstration of sous-vide cooked Beef Tenderloin （页面存档备份，存于）
- Cooking Sous-Vide the DIY Way - Popular Science （页面存档备份，存于）
- An introduction to sous-vide cooking and training courses
- IH電子鍋 舒肥功能